# 1809 год в науке
В 1809 году были различные научные и технологические события, некоторые из которых представлены ниже.

## События
- 20 ноября в России создан Корпус инженеров путей сообщения.

## Публикации
- Карл Фридрих Гаусс, постоянно занимавшийся астрономическими вычислениями, разработал вероятностную методику работы с измерениями, содержащими погрешности, и описал её в своём труде «Теория движения небесных тел» (Theoria motus corporum coelestium in sectionibus conicis solem ambientium)[1]. Гаусс глубоко изучил нормальное распределение, показал, что оно во многих практических ситуациях является предельным для случайных значений, обосновал применение метода наименьших квадратов для оценки измеряемого значения и параметров его возможного диапазона разброса. Все эти методы стали классическими[2].

## Родились
- 12 февраля — Чарлз Дарвин, автор эволюционной теории развития живых организмов (дарвинизма), английский натуралист и путешественник (ум. 1882).
- 7 апреля — Джеймс Глейшер, английский метеоролог и аэронавт (ум. 1903).
- 7 мая — Йозеф Вильгельм фон Лёшнер, австрийский медик (ум. 1888).
- 24 сентября — Роберт Кейн, ирландский химик (ум. 1890).
- 11 ноября — Ойген Фердинанд фон Хомайер (ум. 1889), немецкий орнитолог.

## Скончались
- 29 мая — Иоганн Мюллер, швейцарский историк.
- 8 июня — Томас Пейн, английский и американский философ и политический деятель, один из отцов-основателей США (род. 1737).
- 13 июля — Фёдор Герасимович Политковский, профессор натуральной истории и практической медицины Московского университета.
- 14 ноября — Иоганн Яскевич, польский химик, геолог, минералог, врач, профессор зоологии, ботаники, минералогии и химии, придворный медик короля Станислава Августа Понятовского и лейб-медик маркиза Велепольского.